# Eugen Fiderer

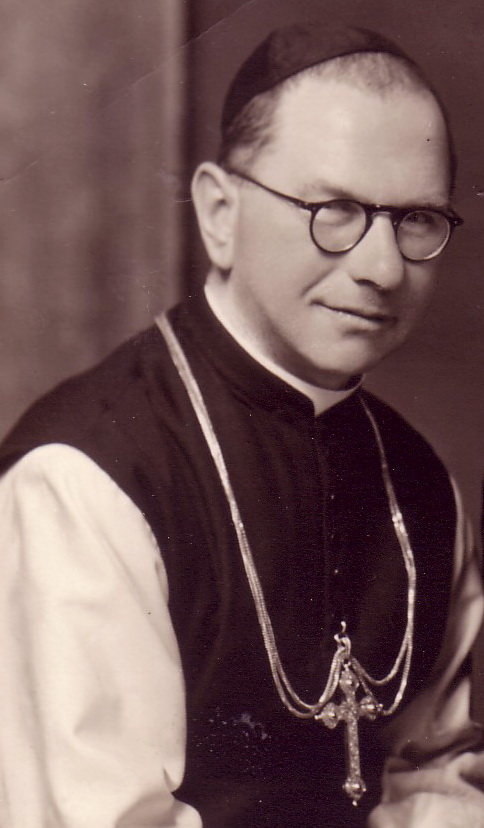
Abt Eugen Fiderer 1953

Eugen Fiderer OCist (* 24. Februar 1894 in Emerkingen, Württemberg; † 16. Februar 1973 in Monte Rosso, Italien) war Abt des Klosters Stams.

## Leben
Als Josef Aloys Fiderer geboren, trat er 1907 in die Zisterzienserabtei Sittich ein, begann am 14. August 1910 dort sein Noviziat und nahm den Ordensnamen Eugen an. Am 15. August 1911 feierte er seine Profess und wurde am 12. Juli 1916 durch Erzbischof Franz Borgia Sedej von Görz zum Priester geweiht. Am 1. Juli 1946 wurde er Prior des Stiftes Stams. Am 1. Oktober 1949 wurde er zum 40. Abt von Stams gewählt. Am 9. Oktober 1949 erhielt er durch Paulus Rusch die Benediktion. Am 8. Juli 1968 resignierte er auf sein Amt. Seinen Ruhestand verbrachte er in Meran / Südtirol. Abt Eugen starb am 16. Februar 1973 während eines Erholungsaufenthalts in Monte Rosso / Italien. Er wurde an seinem 79. Geburtstag am 24. Februar 1973 in Stams beigesetzt.

## Auszeichnungen
- Ehrenzeichen des Landes Tirol
- Ehrenbürger der Heimatgemeinde Emerkingen, 1964

## Veröffentlichungen als Übersetzer
- Carlos María de Heredia: Eine Quelle der Kraft. Vom Bittgebet, das Berge versetzt. Tyrolia, Innsbruck 1952.